# W 80 dni dookoła świata (film 2004)
W 80 dni dookoła świata (ang. Around the World in 80 Days) – film komediowy, familijny, przygodowy z 2004 roku, koprodukcja irlandzko-niemiecko-amerykańsko-brytyjska.
Scenariusz filmu oparto na powieści Juliusza Verne’a W osiemdziesiąt dni dookoła świata. Główną różnicą w stosunku do książki i pozostałych ekranizacji było wyeksponowanie roli Passepartout, granego przez Jackiego Chana.
Film zarobił w Stanach Zjednoczonych 24 004 159 dolarów amerykańskich, w Wielkiej Brytanii 3 971 126 funtów szterlingów, we Włoszech 1 478 783, a w Holandii 180 890 euro oraz w Tajlandii 258 500 bahtów.

## Obsada
| Postać                | Aktor                 | Polski dubbing         |
| --------------------- | --------------------- | ---------------------- |
| Passepartout/Lau Xing | Jackie Chan           | Jarosław Boberek       |
| Phileas Fogg          | Steve Coogan          | Bartosz Opania         |
| Monique La Roche      | Cécile de France      | Małgorzata Kożuchowska |
| Lord Kelvin           | Jim Broadbent         | Henryk Talar           |
| Książę Hapi           | Arnold Schwarzenegger | Marcin Troński         |
| Inspektor Fix         | Ewen Bremner          | Marcin Perchuć         |
| Sierżant Grizzled     | John Cleese           | Włodzimierz Bednarski  |
| Generał Fang          | Karen Mok             | Magdalena Wójcik       |
| Agentka Scorpion      | Maggie Q              | –                      |
| Lord Salisbury        | David Ryall           | Jan Prochyra           |
| Lord Rhodes           | Roger Hammond         | Lech Ordon             |
| Królowa Wiktoria      | Kathy Bates           | Małgorzata Niemirska   |
| Vincent Van Gogh      | Perry Andelin Blake   | Paweł Szczesny         |
| Pułkownik Kitchener   | Ian McNeice           | Marian Opania          |
| Wilbur Wright         | Owen Wilson           | Wojciech Malajkat      |
| Orville Wright        | Luke Wilson           | Radosław Pazura        |
| Pan Sutton            | Adam Godley           | Piotr Kozłowski        |
| Bak Mei               | Daniel Wu             | Krzysztof Szczerbiński |
| Kapitan statku        | Mark Addy             | Marek Obertyn          |
| Bezdomny mężczyzna    | Rob Schneider         | Sławomir Pacek         |

## Nominacje
W 2005 roku podczas 26. rozdania nagród Złotych Malin Arnold Schwarzenegger został nominowany w kategorii Najgorszy aktor drugoplanowy, a film był nominowany w kategorii Najgorszy remake lub sequel.